# Station Szczecin Główny
Szczecin Główny (tot 1945: Stettin Hauptbahnhof) is het hoofdstation van de Poolse stad Szczecin. Het station is gelegen in het stadsdeel Nowe Miasto op de linkeroever van de Oder. 
Het oude stationsgebouw werd in 2016 uitgebreid met een nieuwe ontvangsthal.

## Geschiedenis
Het station werd gebouwd voor de Berlin-Stettiner Eisenbahn-Gesellschaft als kopstation. Destijds was Stettin nog een Pruisische stad en fungeerde als haven voor de hoofdstad Berlijn. Op 15 augustus 1843 reed de eerste trein naar Berlijn en kwam daar aan in het Stettiner Bahnhof. Het station in Stettin heette toen Berliner Bahnhof. In 1850 werd de naam gewijzigd in Stettin Hauptbahnhof. Op 1 mei 1846 werd de lijn naar Stargard geopend die in 1848 werd doorgetrokken tot Posen. In 1863 kreeg de stad ook een verbinding naar het westen richting Hamburg, al vertrok die van een ander station. Het station stootte al snel op zijn limieten vanwege de nabijgelegen ligging bij de Oder en de vestingswerken van de stad. 
Nadat in 1877 de spoorlijn naar Breslau geopend werd kreeg deze lijn dan ook een eigen station, het Breslauer Bahnhof, op de rechteroever van de Oder. In 1886 kwamen de treinen uit Breslau wel in het station aan. In 1908 kwam er een nieuw ontvangstgebouw. 
Onder Pools bestuur kreeg het station in 1947 zijn huidige naam. In 2016 kreeg het station een nieuw ontvangstgebouw.

## Verbindingen
In 2009 eindigde de City Night Line nog op dit station, met de nieuwe dienstregeling van 2010 is dit station verdwenen van de lijst met stations die de City Night Line aandoet.
Tot het einde van de dienstregeling van 2010 bestond er een directe verbinding met Schiphol. Sinds de dienstregeling 2011 is deze intercity vervangen door een eurocity naar Praag.